# Pappagone (fumetto)
Pappagone è una serie a fumetti di genere umoristico pubblicata in Italia da Gallo Rosso Editrice dal 1967 al 1968; è la riduzione a fumetti dei celebri sketch dell'omonimo personaggio, Gaetano Pappagone, interpretati da Peppino De Filippo. La pubblicazione della testata avviene a seguito del successo del programma televisivo Scala reale e di un celebre Carosello. Le storie erano scritte dallo stesso de Filippo e disegnate da Luciano Bernasconi. Dopo la fine della pubblicazione del fumetto, dietro varie richieste dei lettori, la Gallo Rosso Editore pubblicò nell'aprile del 1968 il libro sulla vita di Pappagone, Pappagone ecque qua....

## Storia editoriale
La serie esordì il 21 gennaio 1967; la sceneggiatura è di Peppino De Filippo, mentre i disegni sono di Luciano Bernasconi e la copertina è di Manfredo.
L'albo era principalmente diviso in tre parti:
1. La storia
2. Il Dizionario di Pappagone
3. Posta e Appuntamenti Televisivi

## Trama
Pappagone vive, con il Commendator De Filippo, varie avventure, spostandosi dal Festival di Sanremo a Disneyland, trasformandosi da pompiere a sceicco e combinando, comunque, sempre molti danni. L'unica cosa che rimane invariata è il suo abbigliamento: camicia a righe verticali e ciuffo di capelli perfettamente dritto.

## Elenco degli albi
1. Pappagone ecque qua...
2. Pappagone al Festival di Sanremo
3. Pappagone pompiere
4. Pappagone agente segreto 001
5. Pappagone a Milano
6. Pappagone contro Battista
7. Pappagone contro Pelé
8. Pappagone e i Promessi Sposi
9. Pappagone e la quaterna
10. Pappagone e il pirata Pasquale
11. Pappagone soldato
12. Pappagone torero
13. Pappagone alla scuola guida
14. Pappagone alla Casa Bianca
15. Pappagone sceicco
16. Pappagone all'Inferno
17. Pappagone nel Far West
18. Pappagone al Giro d'Italia
19. Pappagone antico romano
20. Pappagone sulla Luna
21. Pappagone a Disneyland
22. Pappagone vigile urbano
23. Pappagone al mare
24. Pappagone ferroviere
25. Pappagone contro Diavolik
26. Pappagone in Africa
27. Pappagone licenziato
28. Pappagone "beat"
29. Pappagone e la lampada magica
30. Pappagone elettricista
31. Pappagone vikingo
32. Pappagone e il professor Atomik
33. Pappagone al circo
34. Pappagone pugile
35. Pappagone Robinson Crusoe
36. Pappagone e l'incendio di Capri
37. Pappagone generale di Napoleone
38. Pappagone bidello
39. Pappagone infermiere
40. Pappagone cuoco
41. Pappagone pellerossa